# Бухенбергер, Адольф
Адольф Бухенбергер (нем. Adolf Buchenberger; 18 мая 1848, Мосбах — 20 февраля 1904, Карлсруэ, Германия) — немецкий экономист и государственный деятель. Министр финансов Великого герцогства Баден (с 1893).

## Биография
Изучал камеральные науки в университетах Фрайбурга, Мюнхена и Гейдельберга. Работал на государственной службе Бадена. С 1878 года — сотрудник Министерства торговли, с 1881 года — Министерства внутренних дел.
В 1893 году был назначен министром финансов и полномочным представителем Бадена в Бундесрате Германской империи. Долгое время заседал в Бадене и в Немецком сельскохозяйственном совете.
Под его руководством была произведена в Бадене обширная сельскохозяйственная анкета, по образцу которой были позже предприняты исследования в Баварии, Вюртемберге, Гессене и Эльзас-Лотарингии. Отчет об этой анкете, составленный им, составил 4-й том сборника: «Erhebungen über die Lage der Landwirtschaft in Baden» (1883).
Специализировался на аграрной политике. Автор первого в мире учебника по этой теме — двухтомника «Agrarwesen und Agrarpolitik», изданного в 1892—1883 годах.

## Избранные труды
- «Das Verwaltungsrecht der Landwirtschaft und die Pflege der Landwirtschaft in Bayern» (1891),
- «Fischereirecht und Fischereipflege im Grossherzogtum Baden» (2-е изд., 1893),
- «Zur Heimstättefrage» (1893),
- «Agrarwesen und Agrarpolitik» (1892—93;
  - Основные вопросы сельскохозяйственной экономии и политики / Пер. с нем. и [предисл.] А. Гурьева. — СПб., 1901. — [6], VI, 342 с.
- «Grund-Zuge der deutschen Agrarpolitik» (1899),
- «Finanzpolitik und Staatshaushalt im Grossherzogtum Baden in den J. 1850—1900» (1902).

## Награды
- Большой крест ордена Фридриха (1894)